# امتحانات الخدمة المدنية
امتحانات الخدمة المدنية هي امتحانات يتم تطبيقها في العديد من الدول للتحقق من إمكانية القبول في الخدمة المدنية. حيث تُستخدم كوسيلة لتحقيق إدارة عامة فعالة وعقلانية في نظام الجدارة.
ومن أقدم الأمثلة على هذه الاختبارات الامتحانات الإمبراطورية في الصين القديمة. وقد نفذت روسيا هذه الإجراءات في مطلع القرن التاسع عشر.
في المملكة المتحدة، كانت الخدمة المدنية لجلالة الملكة الدائمة والمحايدة سياسيًا، والتي كانت التعيينات بها تعتمد على الجدارة، قد تم طرحها بناءً على توصيات تقرير نورثكوت-تريفيليان لعام 1854، والذي أوصى أيضًا بتقسيم واضح بين الموظفين المسؤولين عن العمل الروتيني («الميكانيكي»)، وأولئك الذين يعملون في صياغة السياسات وتنفيذها في «الطبقة الإدارية». وقد صدر التقرير في وقت مناسب، وذلك لأن الفوضى البيروقراطية في حرب القرم (1854–56) قد تسببت في إثارة ضجة تطالب بالتغيير. وهكذا تم تشكيل لجنة الخدمة المدنية عام 1855 للإشراف على فتح باب التعيين وإنهاء المحسوبية، فضلاً عن معظم توصيات نورثكوت-تريفيليان الأخرى التي تم تنفيذها على مدى عدة سنوات. وقد تم اعتماد هذا النظام على نطاق واسع من قبل اللجان التي كان يرأسها بلايفير (1874) ورايدلي (1886) وماكدونيل (1914) وتوملين (1931) وبريستلي (1955).